# ロバート・ホフマン (1980年生の俳優)
ロバート・ホフマン（Robert Hoffman, 1980年9月21日 - ）は、アメリカ合衆国出身の俳優である。

## 出演作品

### テレビ
- グレイズ・アナトミー8
- 私はラブ・リーガル
- GREEK〜ときめき★キャンパスライフ
- CSI:マイアミ
- 失踪 VANISHED（アダム・パットナム）

### 映画
- 屋根裏のエイリアン（リッキー・ディルマン）
- ステップ・アップ2:ザ・ストリート
- デス・トリップ
- アメリカン・ピーチパイ